# Pontaパス
Pontaパス（ポンタパス）はauブランドを展開するKDDIおよび沖縄セルラー電話がスマートフォンユーザー向けに2024年10月2日から行っているサービスである。本項では同サービスの前身であるauスマートパス（エーユー スマートパス）並びに同サービスの上位版であったauスマートパスプレミアムについても扱う。2014年3月17日に加入者数が1,000万人を突破した。

## 概要
アプリ等スマートフォンの効果的な使い方が良く分からない人や初心者向けとして多くの簡易型有料アプリを月額使用料（409円・税込）のみでインストール。割引、無料クーポン等のサービスを使用できる定額制サービス。
2012年3月のサービス開始当初はAndroidのみに対応していたが、2012年9月からiPhoneに、同年12月からソニーのAndroid搭載ウォークマンF800シリーズにも対応した。auが独自サイトでアプリを提供できるAndroidと異なり、iOSはApp Store以外でのアプリ提供ができないが、ブラウザを用いたWebサービスを追加することで対応するがiPhoneに提供できるコンテンツはAndroid向けより少ない。
2017年1月20日からは、利用出来る専用特典を更に追加した上位版である「auスマートパスプレミアム」を月額税込548円で提供開始。
2019年より、UQ mobile契約者もauスマートパスプレミアムに契約できようになった。その後、2019年12月18日にau・沖縄セルラー・UQユーザー以外にも同サービスが解放された。
2020年10月1日をもってauスマートパスの受け付けは終了し、auスマートパスプレミアムのみの受付になっている。同日前にauスマートパスを契約したauユーザーはそのまま使用可能。
2024年10月2日に、ローソンでの特典を更に追加・強化したPontaパスに名称を変更した（auスマートパスも同日にPontaパス ライトと変更）。

## 主なサービス内容
頭に※が付いている物はauスマートパスプレミアム→Pontaパス限定。
また、プレミアム/Pontaパス会員でもauユーザーでないと利用できなかったりサービスに差異がある分に関しては頭に△で表示。
- △アプリ取り放題 - 様々な有料、会員専用無料アプリを無料で楽しむ事が出来る。auから発売されたAndroid端末のみ対応。（プリインストールされているau Marketアプリからインストールする。au発売の端末であれば回線のキャリアは問わない。）
- クーポン＆プレゼント - 大手飲食店・量販店チェーンなどのクーポン、抽選プレゼントへの応募など。
- データお預かり - 写真、動画、アドレス帳のバックアップサービス。50GBまで保存可能。
- セキュリティー - コンピューターウイルスや不正サイトから守る。
- ポイントサービス - スタンプカード制でauポイントがプレゼントされる。
- Webサービス - 有料のサービスを利用可能。今後コンテンツを拡充予定。
- auマンデイ - 月曜日のTOHOシネマズ観賞料割引が受けられる（ビデオパス会員向けは2020年3月31日で終了）。2024年10月からは開始10周年を記念して水曜日にも一年限定（2024年10月から2025年9月まで）で設定される（水曜はPontaパスライトを除く）。
- auシネマ割（旧auエブリデイ） - ユナイテッド・シネマ（シネプレックス含む）、松竹マルチプレックスシアターズ（Pontaパス会員のみ）、テアトルシネマグループ（Pontaパス会員のみ）、コロナシネマワールドの各劇場にて鑑賞料割引やポップコーン割引などが受けられる（ビデオパス会員向けは2020年3月31日で終了）。2024年10月からはユナイテッド・シネマにおいて期間限定で割引額が増大される（大人1,200円、Pontaパス会員のみ）[1]。
- ※auウェンズデイ - 2024年6月開始。毎週水曜、オーエスが運営するOSシネマズミント神戸/神戸ハーバーランドの鑑賞料が通常2,000円のところ一般1,100円、高校生以下は900円になる（但し、TOHOシネマズと共同で運営するTOHOシネマズ西宮OSはauマンデイのみ対応。）。
- ※△データ復旧サポート - 水没や落下で操作できなくなったときに、一回1000円でデータを復旧して、復旧させたデータはUSBメモリで届ける。「下取りプログラム」対象機種の場合は、下取りに出すことも可能。
- ※△au PAY マーケット送料無料 - KDDIとauコマース&ライフが運営するショッピングサイトau PAY マーケット（旧：au Wowma!）内で、一部の特定商品（商品説明に「プレミアム」と表示されている物）の送料が無料になり、元々送料無料の場合は1%のWALLET→Pontaポイントが加算される。auとau以外の加入者では加算ポイントが異なる。
- ※エンタメ楽しみ放題 - 2019年11月19日より開始。国内映画や海外映画等の動画・最新ヒット曲を含んだ音楽・最新の雑誌等の書籍が見放題・聞き放題・読み放題なのに加えライブイベントの独占予約等の特典がある。映像はTELASA（「プレミアム」→「スマプレ」→「Pontaパス」マークがある物が対象）、音楽、およびミュージックビデオはauスマートパスプレミアムミュージック（略称：スマプレミュージック、旧：うたパス）を使用する。
- ※△三太郎の日特典 - 通常のauユーザー向け三太郎の日（毎月3・13・23日）の特典に加え、プレミアム会員専用の特典（au PAYで支払時に最大20%のWALLET→Pontaポイント還元等）が追加される。
- ※au Wi-Fiアクセス - 2020年9月1日開始。au PAY及びauスマートパスプレミアムユーザー向け無料Wi-Fi接続サービス。スマパスプレミアムユーザーは、Wi-Fi通信中に暗号トンネルをいつでも生成できるVPN機能に対応した「セキュリティモード」が使用可能（au PAYユーザーも2020年9月30日までは同モードを無料で使用可能）。
- ※キッザニア入場割引 - キッザニア（東京・甲子園・福岡）の入場料が割引になる（割引額は時期により異なる）。また、年10回開催予定のスポンサー貸切イベント（KDDIは2020年11月より「通信会社」パビリオン（福岡はそれに加え「宇宙訓練センター」も）でスポンサーとなっている）への招待もある。
- ウイルスバスター for au / ウイルスブロック - 不正アプリや危険サイトをブロックする。auユーザーはウイルスバスター、ウイルスバスター非対応のauユーザー及び非auユーザーはウイルスブロックを使用する。後に、auユーザーもウイルスブロックにアプリケーションが変更された。
- ※menu特典 - フードデリバリーのmenuで配達料、混雑時手数料、少額取扱料、長距離少額手数料、取扱サービス料、コンボ注文手数料が無料になる。2022年6月1日から開始。
- ※ウィークリーLAWSON - 2024年10月2日から。ローソン商品が無料もしくは割引になるクーポンなどのクーポンを毎月合計600円以上相当配布。
- ※Pontaパスブースト - 2024年10月2日から。毎月エントリーの上、Ponta提携社でau PAY（コード支払い）を利用して支払うと、Pontaポイント還元率が上乗せされローソンで最大2%、ローソン以外で最大1%の還元率になる。

### 過去のサービス内容
- ※auのほけん特典 - 別途申し込み後、三ヶ月間最大100万円までの個人賠償責任補償と自転車搭乗時のケガを補償する入院一時金5万円の保険が付く。申し込み及び適用はスマートパスプレミアム加入中一回限り。
- ※△Wi-Fiセキュリティ - 一部の公衆無線LANサービスにあるような暗号化強度が低いスポットでも、端末からサーバーへの通信を暗号化することでリスクを少なくするサービス。「au Wi-Fiアクセス」開始のため、2020年10月1日で終了。
- ※auチューズデイ - 毎週火曜日のカラオケ利用料金の割引が受けられる。うたパス会員も対象。
- ※auスマートパスプレミアム クラシックゲーム - ブラウザ上で往年の人気ゲームをプレイできる。途中セーブも可能。
- ※Relux会員ステータス - グループ会社のLoco Partnersが運営している旅行予約サイト「Relux」で、通常はGREENランクのところがPLATINUMランクにランクアップし、利用時に加算されるReluxポイントが上昇（現地支払時で2%、カード先払いで4%）する。2021年4月で終了。
- △my route for au - トヨタ自動車が展開するマルチモーダルモビリティサービス「my route」のau版[10]。au版のみの特典として、フリー乗車券を通常のmy routeアプリよりも割り引いた価格で利用できる。アプリ版が終了してWeb版へ移行した時にフリー乗車券割引特典が無くなり、Web版も2022年3月31日に終了。
- 毎月1GB追加無料（UQモバイルユーザー限定） - 毎月、最大1GB（税込1,100円）分のポータルアプリもしくはデータチャージサイトからのデータチャージを、翌月分の請求から割り引く。但し、2021年9月から提供される「くりこしプラン +5G」（5G対応プラン）契約者は対象外。2022年3月31日で終了。